# Diecezja Ebebiyin
Diecezja Ebebiyin (łac.: Dioecesis Ebebiyinensis) – rzymskokatolicka diecezja w Gwinei Równikowej, podlegająca pod Metropolię Malabo.
Siedziba biskupa znajduje się przy Katedrze w Ebebiyin.

## Historia
- Diecezja Ebebiyin powstała 15 października 1982.

## Biskupi
- Ildefonso Obama Obono (1982 - 1991) następnie mianowany arcybiskupem Malabo
- Juan Matogo Oyana (1991 - 2002) następnie mianowany biskupem Bata
- Alfred Maria Oburu Asue (2003 - 2006)
  - Juan Matogo Oyana (2006 - 2011) administrator apostolski, biskup Bata
- Juan Nsue Edjang Mayé (2011 - 2015) następnie mianowany arcybiskupem Malabo
- Miguel Angel Nguema Bee (od 2017)

## Podział administracyjny
W skład Diecezji Bata wchodzi 10 parafii

## Główne świątynie
- Katedra: Katedra w Ebebiyin